# Huxley (Texas)
Huxley es una ciudad ubicada en el condado de Shelby en el estado estadounidense de Texas. En el Censo de 2010 tenía una población de 385 habitantes y una densidad poblacional de 71,26 personas por km².

## Geografía
Huxley se encuentra ubicada en las coordenadas 31°43′52″N 93°52′23″O / 31.73111, -93.87306. Según la Oficina del Censo de los Estados Unidos, Huxley tiene una superficie total de 5.4 km², de la cual 5.29 km² corresponden a tierra firme y (2.01%) 0.11 km² es agua.

## Demografía
Según el censo de 2010, había 385 personas residiendo en Huxley. La densidad de población era de 71,26 hab./km². De los 385 habitantes, Huxley estaba compuesto por el 91.17% blancos, el 5.19% eran afroamericanos, el 0% eran amerindios, el 0% eran asiáticos, el 0% eran isleños del Pacífico, el 1.82% eran de otras razas y el 1.82% pertenecían a dos o más razas. Del total de la población el 4.42% eran hispanos o latinos de cualquier raza.